# عدم تحمل الدواء

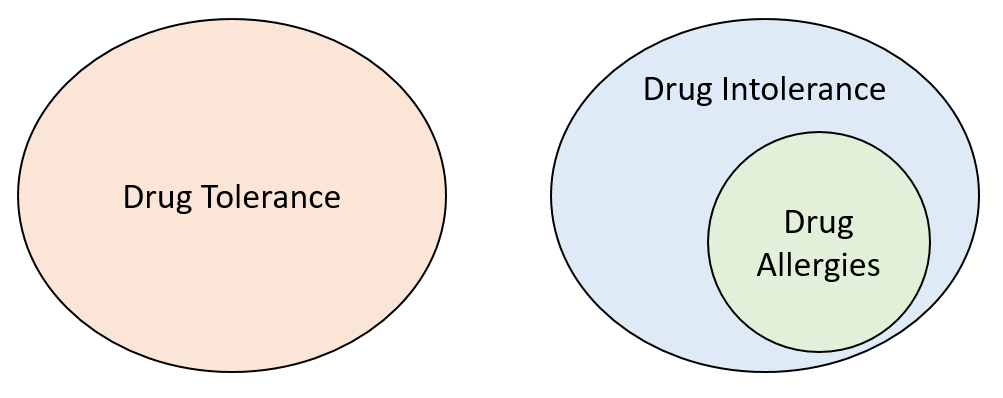

عدم تحمل الدواء (بالإنجليزية: Drug intolerance أو drug sensitivity)‏ هو عتبة أدنى من التأثير الدوائي الطبيعي لدواء معين. يجب تفريق عدم تحمل الدواء عن حساسية الدواء. كما أن عدم تحمل الدواء غير شائع ومجهول السبب، لذلك من الصعب جدا توقعه إلا في حالات وجود تاريخ عائلي أو تاريخ شخصي لاستعمال مسبق لدواء معين.
يعد الاختلاف الوراثي في الاستقلاب أحد أسباب عدم تحمل الدواء.

## الأمثلة
- طنين بعد جرعة معتادة من الأسبرين.
- فشل كبدي وربما يحتمل حصول قصور كلوي بسبب جرعة طبيعية من الباراسيتامول.
- تسمم قاتل بسبب الكودين الذي تتناوله الأم وتنقله لطفلها عن طريق الرضاعة.[1]

## عدم تحمل المسكنات
عدم تحمل المسكنات وخصوصا مضادات الالتهاب اللاستيرويدية شائع نسبيا بسبب الاختلاف في استقلاب حمض الأراكيدونيك. تتضمن الأعراض التهاب الجيوب مع زوائد أنفية وربو وسليلة أنفية ووذمة وعائية وشرى.